# Ancylostomia
Ancylostomia is een geslacht van vlinders van de familie grasmotten (Crambidae).

## Soorten
- A. argyrophleps Dyar, 1914
- A. euchroma Dyar, 1919
- A. sauciella Zeller, 1881
- A. stercorea Zeller, 1848